# German-American Steuben Parade

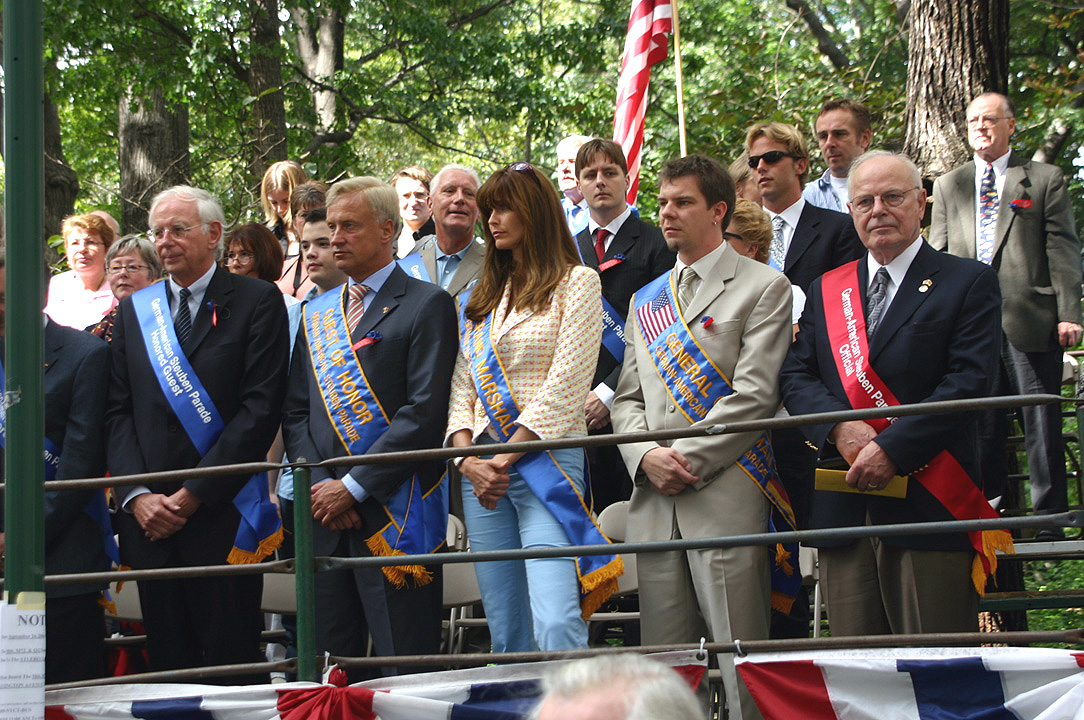
Ehrengäste, darunter Hamburgs damaliger Bürgermeister Ole von Beust (2. von links) und Carol Alt (3. von links), 2006

Die German-American Steuben Parade ist ein traditionsreicher Umzug, der jedes Jahr am dritten Samstag im September auf der Fifth Avenue in New York City stattfindet. Die Parade ist eines der größten Ereignisse im deutsch-amerikanischen Festkalender. Sie wurde 1957 von deutschstämmigen Amerikanern gegründet. Diese wollten die Traditionen ihrer Heimat aufrechterhalten.
Die Deutschamerikaner sind bis heute die größte Einwanderergruppe in den USA. Etwa 15 Prozent aller US-Amerikaner sind deutscher Herkunft oder Abstammung. Allein in New York City leben etwa 500.000 Deutschstämmige. Die Steuben Parade ist eine der größten Festparaden an der Ostküste der Vereinigten Staaten, sie wird jährlich von mehreren tausend Menschen besucht.
Der „Steubentag“ wird auch in vielen anderen Städten in den Vereinigten Staaten gefeiert. Die New Yorker Parade ist die größte; weitere finden auch im September in Chicago und Philadelphia (seit 1970) statt.

## Geschichte
Die erste Steubenparade wurde 1957 in der Nachbarschaft Ridgewood im New Yorker Stadtteil Queens abgehalten. Dort lebten damals die meisten Deutschamerikaner der Stadt. Da sich über die Jahre immer mehr Teilnehmer anmeldeten, wurde die Parade auf die Fifth Avenue in Manhattan verlegt, wo sie heute von der 64. aufwärts zur 86. Straße zieht. Die 86. Straße ist für die Deutschamerikaner wiederum von besonderer Bedeutung. Hier, in der Nachbarschaft Yorkville, war bis in die 1970er das deutschamerikanische Zentrum New Yorks. Die 86. Straße selbst trug den inoffiziellen Beinamen „Sauerkraut Boulevard“ und beherbergte deutsche Restaurants, Vereinshäuser, Bäckereien und Metzgereien.

## Von Steuben und die Parade

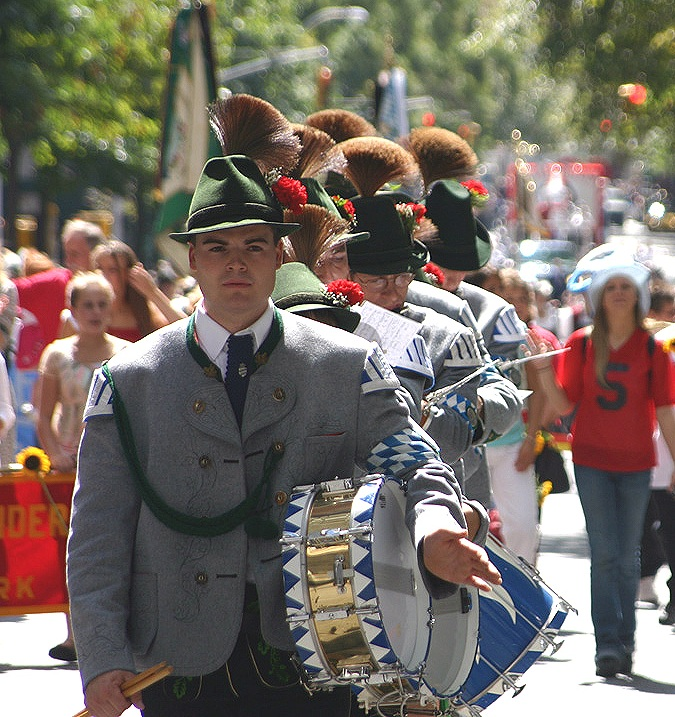
Spielmannszug der Gebirgsschützenkompanie Bichl

Die Gründer einigten sich darauf, die Parade nach Freiherr Friedrich Wilhelm von Steuben zu benennen, einem hochdekorierten preußischen Offizier, der in seiner zweiten Karriere als US-amerikanischer General die Kontinentalarmee erneuerte und zum Helden des Amerikanischen Unabhängigkeitskrieges unter dem Oberbefehl George Washingtons wurde. Steuben war ein sehr aktiver Freimaurer, er wurde um 1778 in die Trinity Lodge Nr. 12 in New York aufgenommen.
Die Steubenparade ist kein militärisches Ereignis, sondern eher mit einem Trachtenumzug zu vergleichen. Jährlich nehmen zahlreiche Gruppen aus Deutschland daran teil, vor allem Musikvereine, Trachtengruppen, Karnevalsorganisationen und Schützenvereine. Nachdem die Parade jahrelang einen bayerischen Schwerpunkt hatte, hat sie sich in den letzten Jahren geöffnet und präsentiert auch zahlreiche Gruppen aus allen anderen Teilen Deutschlands.

## Grand Marshal und Guest of Honor
Jedes Jahr wird die Steubenparade von zwei Persönlichkeiten angeführt: Der Grand Marshal ist meist ein US-Amerikaner mit deutscher Abstammung, und der jährlich wechselnde Ehrengast (Guest of Honor) ist ein Deutscher mit einer besonderen persönlichen Beziehung oder einem besonderen Interesse an den USA.
2007, zum 50-jährigen Jubiläum, war der in Deutschland geborene ehemalige US-Außenminister Henry Kissinger Grand Marshal der Parade. Ehrengast war der frühere Bundeskanzler Helmut Kohl.
In den letzten Jahren haben zahlreiche prominente Persönlichkeiten die Steubenparade angeführt. Unter den Grand Marshals finden sich der 2016 zum 45. Präsident der Vereinigten Staaten gewählte Donald Trump, Siegfried und Roy, George Steinbrenner, Carol Alt, Ralf Moeller, Eric Braeden, John Roland, Louis Freeh und einige Politiker, die zwar nicht deutscher Abstammung sind, aber immer starke Partner für die Deutschamerikaner waren, darunter die New Yorker Bürgermeister Michael Bloomberg und Rudy Giuliani.
Unter den Ehrengästen befanden sich bereits drei deutsche Bundespräsidenten: Walter Scheel, Richard von Weizsäcker und Johannes Rau, dazu weitere Gäste aus dem politischen und wirtschaftlichen Umfeld, darunter die Ministerpräsidenten Albert Osswald, Erwin Teufel, Kurt Biedenkopf, Bernhard Vogel, Ole von Beust und Lothar Späth.

„Die Steuben-Parade ist die einzige Parade New Yorks, bei der die Straßen anschließend sauberer sind als vorher.“

## Organisation
Die Steubenparade und alle dazugehörigen Veranstaltungen werden vom German-American Steuben Parade Committee organisiert, einer gemeinnützigen Organisation mit ausschließlich ehrenamtlichen Helfern. Von 2005 bis 2013 war der deutsche Journalist Lars Halter Vorsitzender (General Chairman) des Komitees, unterstützt von drei Stellvertretern (Vice Chairmen): Geraldine Brand, Thomas Hacker und Herb Seeff. Die Mitglieder des Komitees sind Repräsentanten der großen deutschamerikanischen Vereine aus der Region New York.

## Belege
1. ↑   Steuben-Parade in New York: Dirndl in der Fifth Avenue. SPON am 21. September 2013, abgerufen am 11. August 2015.
2. ↑  Alexander Osang: Auf dünnem Eis. In: Der Spiegel. 40/2002, 30. September 2002.
3. ↑  https://www.citykinder.com/cityportraits/lars-halter-steuben-parade/